# Догонские языки

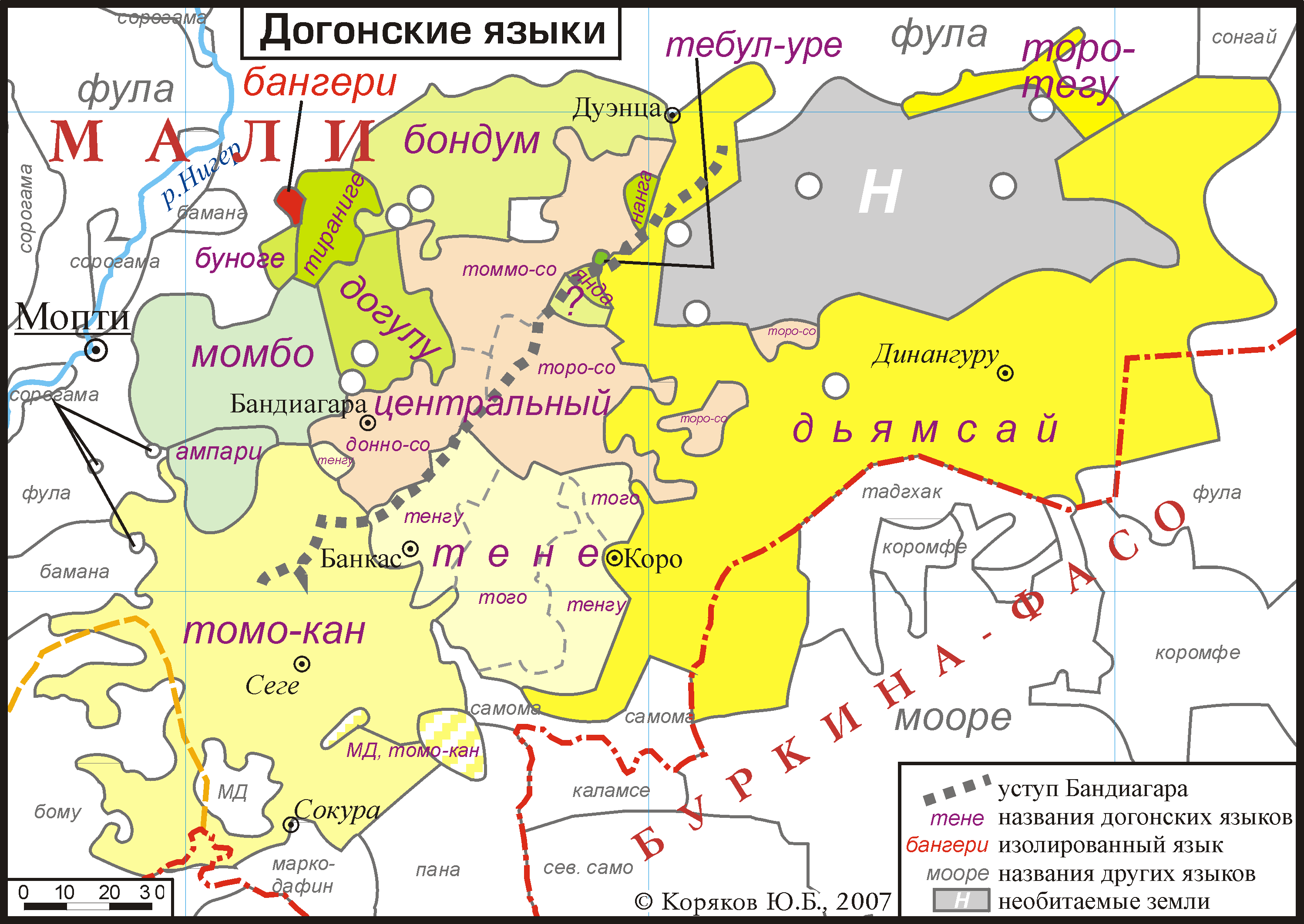
Догонские языки

Догонские языки (или языки догон) — семья в составе нигеро-конголезских языков. Распространены среди догонов в Мали (проживающих компактно или смешанно с фульбе в районе уступа Бандиагара и прилегающего к нему плато на северо-западе, а также равнины Сено на юго-востоке) и в пограничных сёлах Буркина-Фасо. Число говорящих около 800 тыс. чел. (2007, оценка).
Традиционно считалось, что догонские языки — это группа диалектов одного языка, взаимопонимание между носителями которых во многих случаях затруднено или полностью отсутствует. Их включали в состав языков гур, в ранних африканистических исследованиях — и в языки манде. Многие современные исследователи склоняются к мнению, что это отдельная семья из 15-20 близкородственных языков, не обнаруживающих существенной близости к другим языкам Западной Африки.

## Классификация
Догонские языки, согласно современным классификациям, могут быть разделены на 5 ветвей:
- центральную (1 язык — центральнодогонский, самый крупный и обладающий наиболее высоким социолингвистическим статусом, с тремя наречиями, которые, впрочем, можно рассматривать и как отдельные языки: томмо-со, донно-со, торо-со),
- южную (томо-кан и тене-кан),
- восточную (дьямсай и торо-тегу),
- западную (ампари и момбо),
- северную (буноге [корандабо, буду-тагу], тираниге-дига [дулери], нанга, янда, бондум, догулу, тебул-уре [ору-йилле], ана, уало).

Каждый язык, как правило, делится ещё на несколько диалектов и наречий; практически, в каждом населенном пункте имеются свои языковые особенности, от незначительных до очень существенных. Все носители догонских языков хорошо осознают эти различия и стремятся сохранять их, сознавая себя, в то же время, представителями единого народа догон. Наибольшая лингвистическая дробность наблюдается на севере и западе ареала догон, где число локальных языковых образований может быть существенно больше, чем известно в настоящее время. Распространённый на севере язык бангери-ме (бангиме), включавшийся ранее в число догонских, возможно, вовсе не относится к данной семье, а является изолированным языком, хотя его носители считают себя догонами.
Существует секретный ритуальный язык догонов — сигисо.

## Типологическая характеристика
Все догонские языки обладают базовым семичленным вокализмом, с дополнительными корреляциями по долготе и назализации; в некоторых языках ограниченно встречаются также лабиализованные гласные переднего ряда. Система консонантизма относительно бедная, смычные противопоставляются по глухости-звонкости (как правило, только в начале слова или корня) в ряде языков встречаются слоговые носовые сонанты. В интервокальном положении и на конце слова возможны лишь некоторые согласные. Во всех догонских языках имеются смыслоразличительные тоны (фонетическая природа которых изучена недостаточно), представлен также сингармонизм (в основном у гласных среднего подъёма). Слоговая структура в основном «согласный + гласный».
Именная морфология выражена слабо во всех языках, показатели числа и определённости аналитические; категория именного класса отсутствует. В большинстве языков представлена двадцатеричная система числительных (с 80 в качестве базового элемента).
Среди глаголов выделяются динамические и стативные, при этом количество прилагательных невелико. Представлены как редуцированные глагольные системы (в языках южной группы), так и системы с богатым спряжением агглютинативного типа (в северных и центральных языках). В глаголе выражаются аспектуальные противопоставления (прогрессив, хабитуалис, перфект с эвиденциальными функциями) и время (в южных языках они выражаются в основном аналитически, с помощью вспомогательных глаголов); имеются производные формы каузатива, медия, реверсива.
Для выражения предикатно-аргументных отношений используются послелоги. Порядок слов относительно свободный, распространены конструкции с выносом топика. Нейтральный порядок слов «подлежащее + дополнение + сказуемое», именное определение препозитивно, прилагательные и местоимения следуют за существительным. Широко представлены деепричастные и сериальные глагольные конструкции.
В лексике заимствования из языка фула, сонгайских, языков манде.

## Письменность
Языки бесписьменные. В середине XX в. миссионерами делались попытки перевода христианских текстов на донно-со, томо-кан, торо-со и некоторые другие крупные языки и создания на основе торо-со т. н. стандартного догон, не получившего большого распространения (хотя и провозглашённого одним из официальных языков Мали).
| Алфавит донно-со | Алфавит донно-со | Алфавит донно-со | Алфавит донно-со | Алфавит донно-со | Алфавит донно-со | Алфавит донно-со | Алфавит донно-со | Алфавит донно-со | Алфавит донно-со | Алфавит донно-со | Алфавит донно-со | Алфавит донно-со | Алфавит донно-со | Алфавит донно-со | Алфавит донно-со | Алфавит донно-со | Алфавит донно-со | Алфавит донно-со | Алфавит донно-со | Алфавит донно-со | Алфавит донно-со | Алфавит донно-со | Алфавит донно-со | Алфавит донно-со | Алфавит донно-со | Алфавит донно-со | Алфавит донно-со |
| ---------------- | ---------------- | ---------------- | ---------------- | ---------------- | ---------------- | ---------------- | ---------------- | ---------------- | ---------------- | ---------------- | ---------------- | ---------------- | ---------------- | ---------------- | ---------------- | ---------------- | ---------------- | ---------------- | ---------------- | ---------------- | ---------------- | ---------------- | ---------------- | ---------------- | ---------------- | ---------------- | ---------------- |
| A                | B                | C                | D                | E                | È                | F                | G                | H                | I                | J                | K                | L                | M                | N                | Ny               | Ŋ                | O                | Ò                | P                | R                | S                | T                | U                | Ü                | W                | Y                | Z                |
| a                | b                | c                | d                | e                | è                | f                | g                | h                | i                | j                | k                | l                | m                | n                | ny               | ŋ                | o                | ò                | p                | r                | s                | t                | u                | ü                | w                | y                | z                |

## История изучения
Большинство догонских языков изучено слабо, надёжные данные по языкам северо-западной части догонского ареала практически отсутствуют. Первые исследования (язык торо-со) были начаты в середине XX в. французскими миссионерами и этнографами под руководством М. Гриоля. В конце XX в. появились работы африканистов из США и России, выполненные совместно с малийскими лингвистами — носителями догонских языков.